# Rockstar (película)
Rockstar es una película de comedia dramática estadounidense de 2001, dirigida por Stephen Herek y protagonizada por Mark Wahlberg y Jennifer Aniston. Se grabó casi en exclusiva en la ciudad de Los Ángeles y en sus alrededores, pero la historia tiene lugar en Pittsburgh. La trama cuenta la historia de Chris "Izzy" Cole (Mark Wahlberg), un joven cantante obsesionado con el grupo de heavy metal, Steel Dragon. Chris admira tanto al grupo que decide crear una banda tributo a ellos, y tras dar un concierto de manera local con su grupo, logra captar la atención de la banda original, quienes le llaman para que se convierta en su nuevo cantante.
La trama de la película está inspirada en la historia real de Tim "Ripper" Owens, cantante en una banda tributo a Judas Priest, que fue llamado por el grupo para reemplazar a su vocalista, Rob Halford, cuando este dejó la banda en 1992.

## Argumento
En Pensilvania, en el año 1980, Chris Cole (Mark Wahlberg) es un admirador fanático de una banda de Heavy Metal llamada Steel Dragon. Durante el día, Chris es técnico de fotocopiadoras, y de noche, es el vocalista de una banda tributo a Steel Dragon, Blood Pollution, nombrada así por una canción de Steel Dragon. Las luchas internas entre los miembros de Steel Dragon culminan con la salida de su cantante, Bobby Beers (Jason Flemyng), y el inicio del proceso de selección para buscar un nuevo vocalista. Chris experimenta su propia lucha con sus compañeros de banda, sobre todo con el guitarrista Rob Malcolm (Timothy Olyphant). Durante una actuación, tocando "Stand Up and Shout", la manera de tocar de Rob no cumple con las normas sobre-exigentes de Chris con respecto a la exactitud nota por nota de las grabaciones originales de Steel Dragon, por lo que Chris sabotea el amplificador de Rob a mitad de la canción, y una lucha explota entre los dos en el escenario. Al día siguiente, Chris llega a la sala de ensayos de Blood Pollution y se encuentra  que ha sido despedido y reemplazado por su archirrival, el ahora exvocalista de otra banda tributo a Steel Dragon, Black Babylon. Rob también cita la incapacidad de Chris para crear su propio estilo musical, prefiriendo seguir siendo el cantante en una banda tributo.
Un día, en 1984, Chris recibe una inesperada llamada telefónica del fundador y guitarrista de Steel Dragon, Kirk Cuddy (Dominic West), ofreciéndole una audición para la banda, gracias a dos groupies, que mostraron a Kirk una cinta de vídeo de uno de los conciertos de Blood Pollution. Incrédulo al principio por lo que considera que es una llamada de Rob para burlarse de él, Chris, extasiado al darse cuenta de que realmente es Kirk, acepta. 
En el estudio, se encuentra con la banda, así como también descubre que Bobby Beers fue despedido por ser gay, aún sin revelarlo, y le da una destacada interpretación de "We All Die Young". Chris se une a la banda como su nuevo cantante, adoptando el nombre artístico de "Izzy". Después de un concierto exitoso, su debut con Steel Dragon, Izzy debe enfrentarse con las presiones de la fama y el éxito recién descubierto. La banda se embarca en una larga gira e Izzy experimenta los excesos del estilo de vida, con el mánager del grupo, Mats (Timothy Spall), que actúa como un mentor comprensivo con Izzy. Sus nuevos estilos de vida afectan su vida, tanto para bien como para mal, sobre todo con su relación con su novia, Emily Poule (Jennifer Aniston), cuando ella decide no continuar con él durante el resto de la gira como una novia de una estrella de rock, aunque Emily e Izzy acuerdan volver a estar juntos cuando la gira llegue a Seattle.
Con el tiempo, Steel Dragon se detiene en Seattle para un espectáculo, y Emily llega a su cuarto de hotel como habían acordado previamente, aunque debido al constante estado de embriaguez durante la gira, Izzy se olvidó del acuerdo y ni siquiera sabía en qué ciudad estaba. Emily sigue tratando de volver a conectar con él, recordándole sus planes para reunirse una vez que llegó a Seattle, sin embargo él está demasiado borracho para entender realmente lo que está diciendo. Finalmente sugiere que vayan a Seattle juntos. Con el corazón roto, y debido al hecho de que él está teniendo sexo con tantas groupies, Emily lo deja. 
Después del final de la gira, Izzy llega al estudio de grabación de Steel Dragon con conceptos de canciones nuevas para el próximo álbum de la banda. El resto de la banda rechaza las ideas de Izzy, indicándole que las canciones del nuevo álbum ya han sido escritas. Kirk le explica que la banda tiene que permanecer fiel al "estilo Steel Dragon" para cumplir con las expectativas de los fanes. Izzy se enfada al darse cuenta de que él sólo fue reclutado por sus habilidades vocales. Después de una conversación sincera con Mats sobre cómo temía no tener control sobre la dirección en la que iba su vida, Izzy comienza a reconsiderar su estilo de vida de estrella de rock.
En la siguiente gira, en un momento, en una escena directamente paralela, Izzy oye a un fan (Myles Kennedy) cantando junto con él hacia el final de un concierto en vivo. Impresionado, Izzy toma al fan, que se presenta como Mike, al escenario y le entrega el micrófono para que termine el concierto. Entre bastidores, Izzy se da cuenta de que lo que quería desde hace tanto tiempo no era lo que él pensaba, y se despide de Mats, abandonando la banda. Al abandonar su nombre artístico, Izzy, Chris emprende su camino a Seattle y monta una nueva banda de rock con su viejo amigo y excompañero de banda Rob. Al mismo tiempo, Steel Dragon, no pudiendo evolucionar según los gustos y estilos, se esfuman. Chris encuentra a Emily trabajando en una cafetería, que ella y su compañero de piso compraron hace unos años, pero inicialmente está demasiado avergonzado para hablar con ella. Mientras caminaba una tarde, Emily ve un panfleto de la banda de Chris colgado en una pared y se lo lleva. En la escena final, Chris está cantando con su banda en un bar y Emily camina hacia él, Chris sale de escena y habla con ella, donde se reconcilian y se besan.

## Elenco
- Mark Wahlberg - Chris "Izzy" Cole
- Dominic West - Kirk Cuddy
- Jennifer Aniston - Emily
- Jason Flemyng - Bobby Beers
- Zakk Wylde - Ghode
- Jason Bonham - A.C.
- Myles Kennedy - Mike
- Timothy Spall - Matt (Manager)
- Jeff Pilson - Jorgen